# 남쪽왕관자리
남쪽왕관자리(Corona Australis; 발음:[kɒˈoʊnəʔɔˈstreɪlɨs] 또는 [kɒˈroʊnəʔɔˈstraɪnə]) 혹은 코로나 오스트랄리스는 궁수자리 남쪽에 위치한 왕관 모양의 별자리이다. 명칭은 북쪽왕관자리에 대응된다.
동아시아의 별자리에서는 '별'에 해당된다.

## 특징
궁수자리의 남쪽방향에 있는 작은 별자리로 우리나라에서는 남쪽하늘에 낮게 뜬다.
4등성과 5등성이 왕관에 단 보석처럼 반원형으로 늘어서 있으며, 북쪽왕관자리에 대응된다.

## 별과 천체
- α별은 4.11등급으로, 알페카 메리디아나(Alfecca Meridiana)의 이름이 붙여져 있다.
- NGC 6541은 22,000 광년 떨어진 구상성단이다.
- NGC 6723은 ε별 가까이 북북동 방향에 있는 구상성단이다.
- NGC 6726은 γ별과 ε별 사이에 있는 반사성운이다. 바로 동북쪽의 NGC 6729 등을 포함한 일대는 태양계에서 가장 가까운 별의 탄생영역에 속한다. 또한, γ별과 ε별 사이에는 암흑성운이 지난다.

## 역사
톨레미의 48 별자리였으며, 현대 88 별자리에 속한다.

## 같이 보기
- 북쪽왕관자리